# Peugeot 205 Turbo 16
 (décembre 2022).
Chronologie des modèles (1984 - 1987)
Peugeot 504 V6 Peugeot 405 Turbo 16 (rallye-raid), Peugeot 306 Maxi (rallye)
La Peugeot 205 Turbo 16, aussi appelée 205 T16, est une voiture de course, du constructeur automobile Peugeot, basée sur la carrosserie de la Peugeot 205.
Avec sa version compétition, Peugeot remporte les titres mondiaux pilotes et constructeurs en championnat du monde des rallyes en 1985 et 1986, ainsi qu'en moins de trois saisons pleines au moins une fois toutes les épreuves proposées hormis les deux africaines et celle américaine (alors l'Olympus).
Elle a été voulue par le responsable de la compétition Peugeot de l'époque, Jean Todt, et s'inscrivait dans la catégorie Groupe B du règlement des rallyes. Cette catégorie, créée en 1982, allégeait considérablement les contraintes posées aux constructeurs, et permettait notamment les quatre roues motrices. Sont ainsi nées des voitures de rallyes radicalement différentes de leurs devancières, et surtout beaucoup plus rapides.
Ainsi, la 205 T16 a été une des premières quatre roues motrices ; le gain en adhérence permettait d'augmenter considérablement la puissance des moteurs sans que la voiture patine : entre 350 et 480 chevaux. L'architecture générale de la voiture n'a plus rien à voir avec sa version de série : une cage de tubes sert de châssis/habitacle, un moteur de 4 cylindres en ligne turbocompressé la propulse, et une fine couche de kevlar et de plastique lui donne l'apparence d'une 205 de grande série.
Ses séries de victoires, largement répercutées dans les médias, et dans les publicités Peugeot, ont fortement contribué au succès de sa version commerciale, qui a elle-même permis à Peugeot de sortir d'une période de marasme économique.

## L'aventure en championnat du monde des rallyes
L'aventure commence en 1984, quand la 205 participe à cinq courses d'apprentissage au Championnat du monde des rallyes.
Apprentissage qui se terminera par trois victoires pour le pilote Ari Vatanen et son copilote Terry Harryman. Malgré la présence de la concurrence et de leurs voitures très compétitives, la 205 montre une étonnante vélocité et fiabilité pour une voiture de conception récente.

205 Turbo 16 Rallye Evolution 1 Groupe B, de Timo Salonen et Seppo Harjanne.
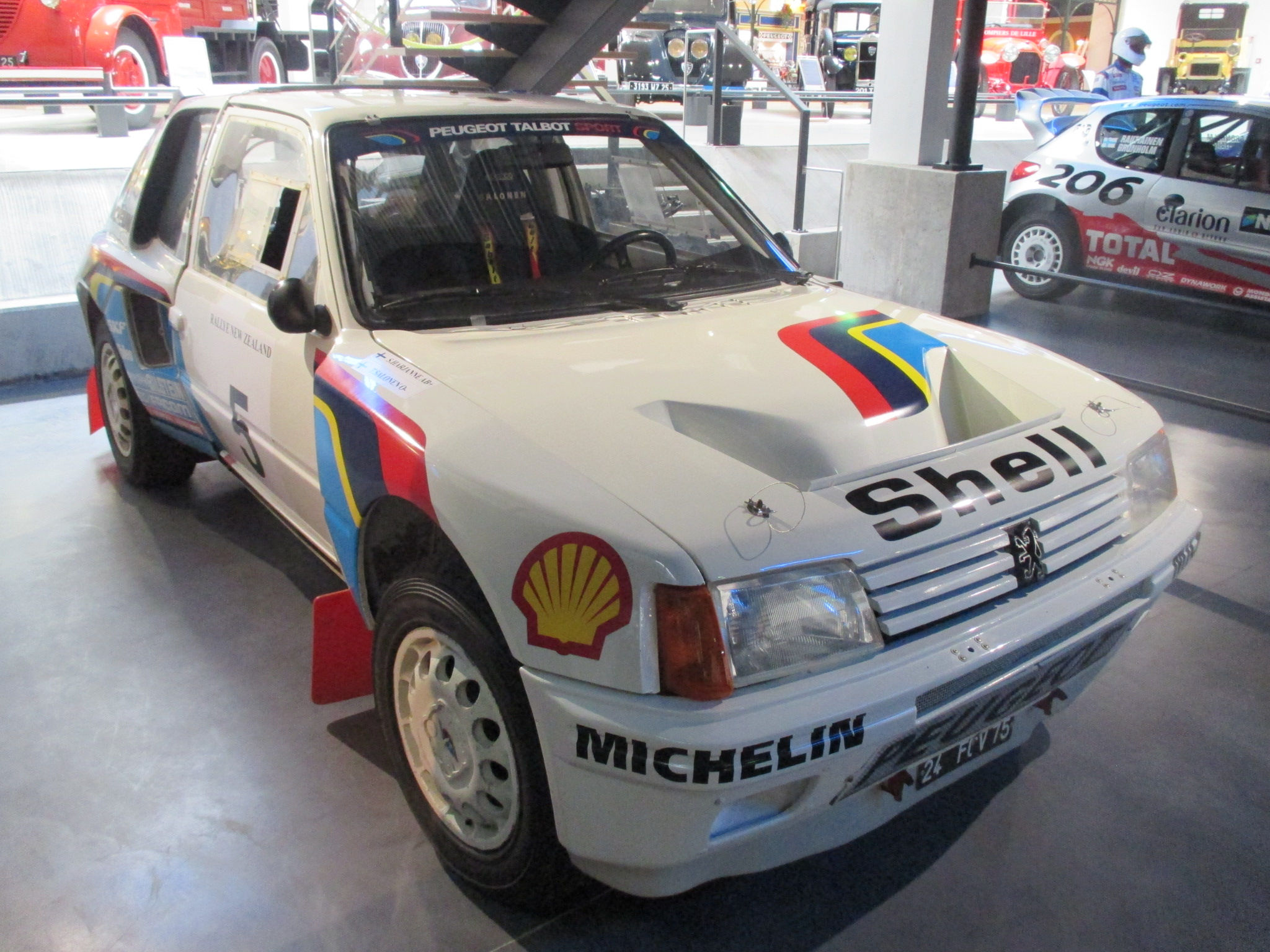
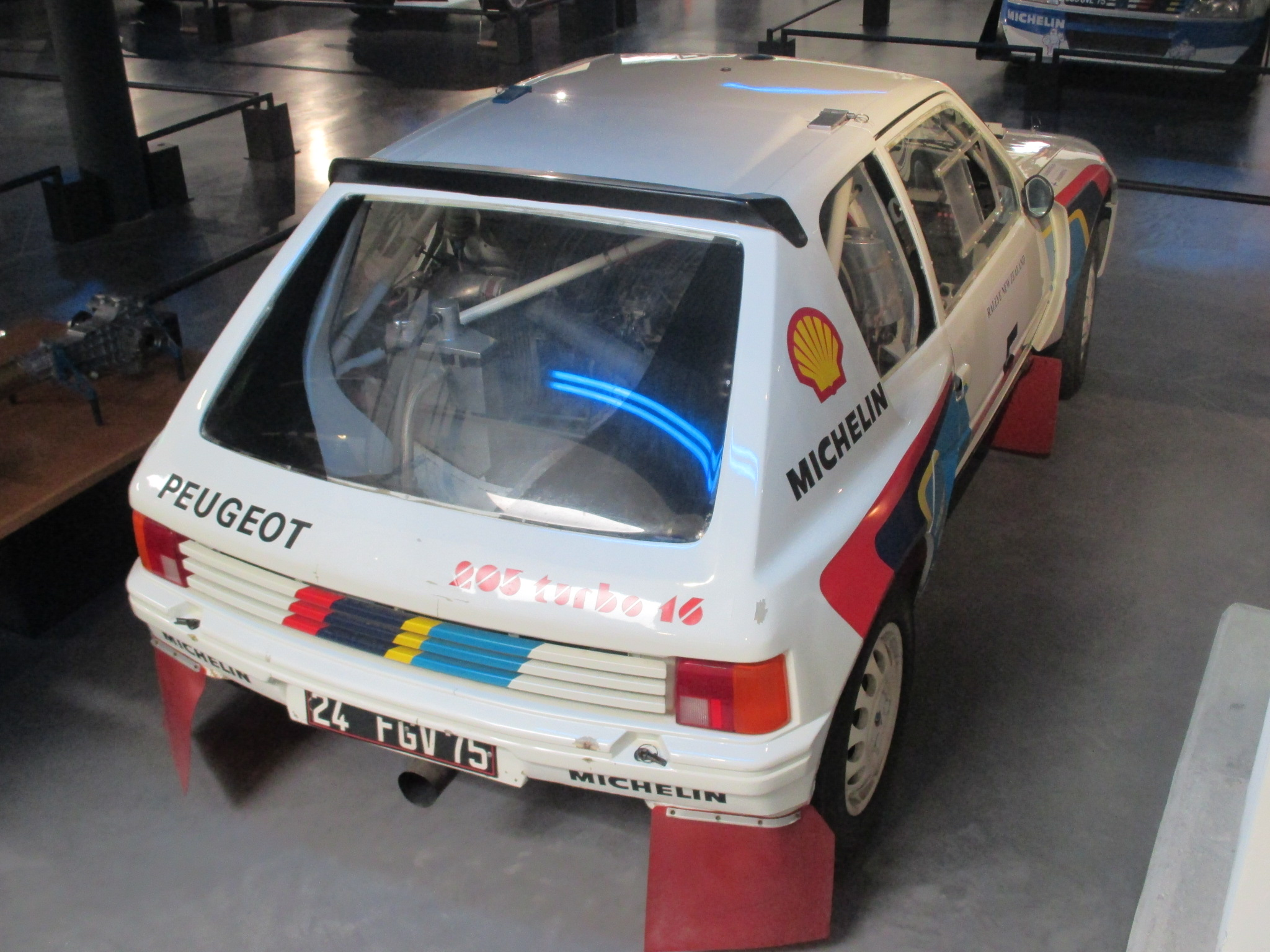
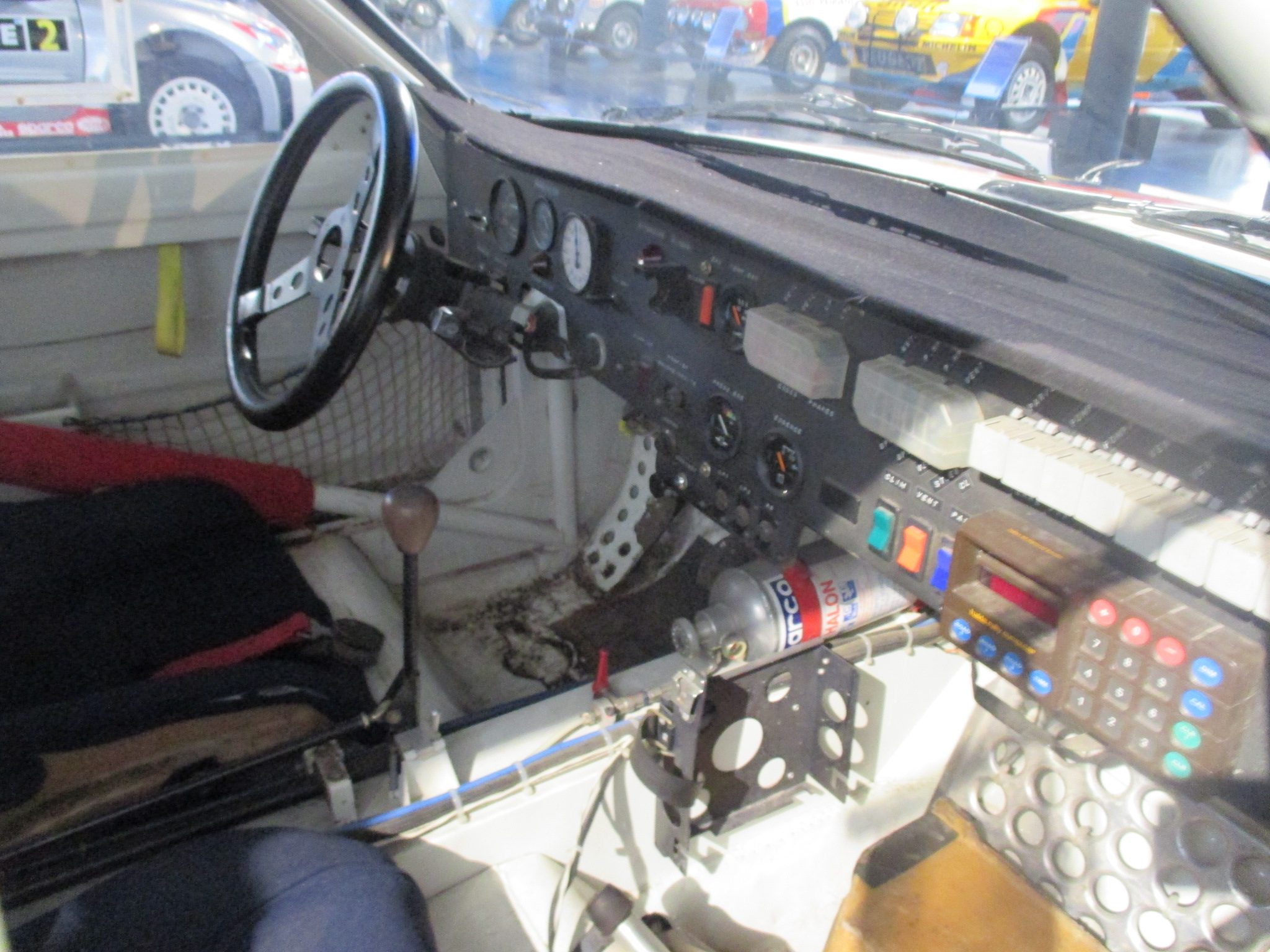

L'année 1985 est la confirmation du potentiel de la voiture. Lors de sa première saison complète elle parvient à remporter le championnat avec Timo Salonen qui lui remporta le titre pilote. C'est l'année d'arrivée de la version évolution 2, amélioration de la 205 T16, principalement visible de l'extérieur par une carrosserie body-buildée, et des ailerons de grande taille, mais aussi plus puissante. Ces appendices aérodynamiques devenaient nécessaires avec la montée de la puissance des moteurs (montée permise par le règlement), pour permettre à la voiture de rester collée au sol.
Cette année voit aussi un des premiers accidents graves d'une Groupe B, avec la violente sortie de route d'Ari Vatanen au rallye d'Argentine, qui lui vaudra 18 mois de convalescence pour vertèbres fracturées.

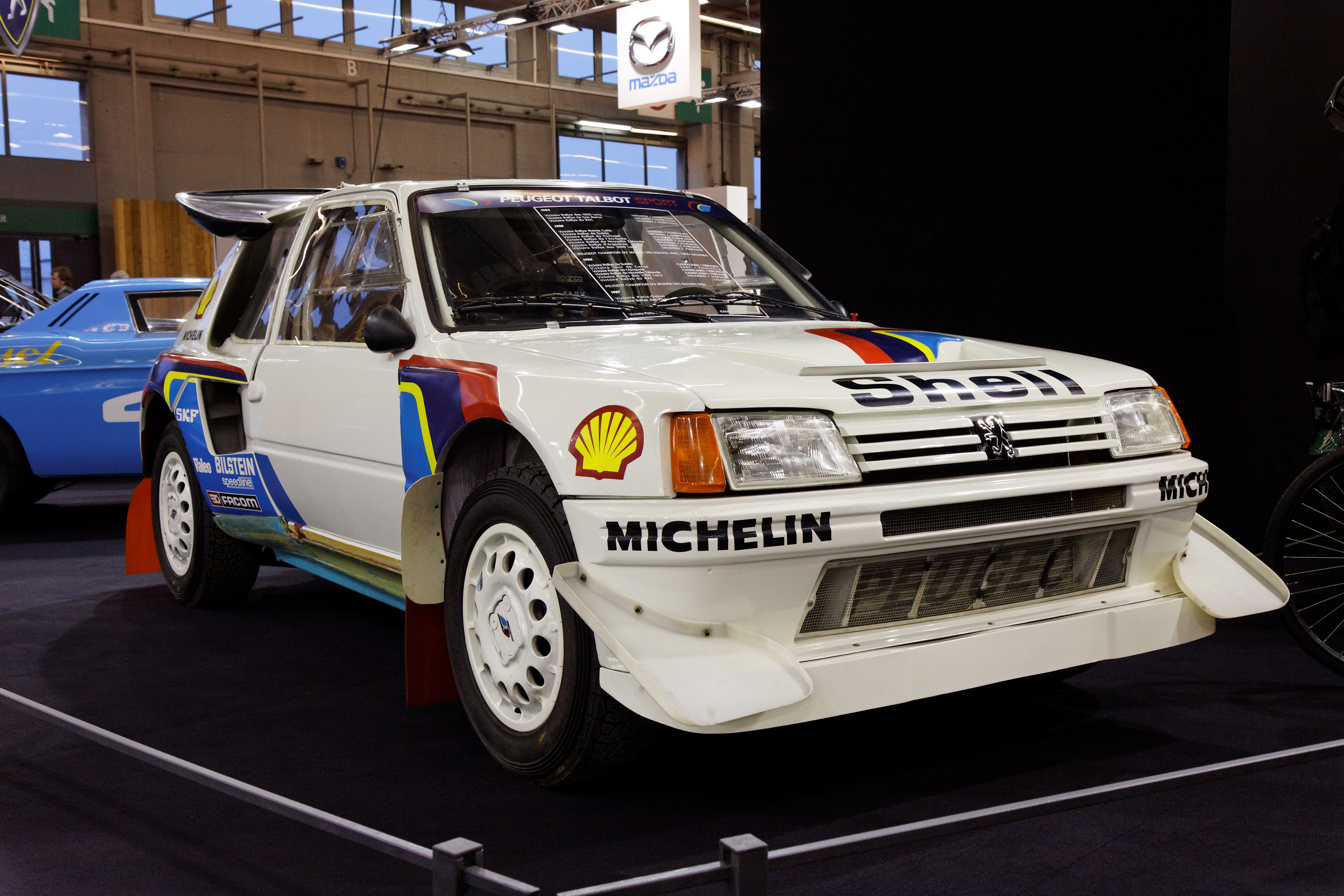
La 205 Turbo 16 exposée au salon Rétromobile 2011.
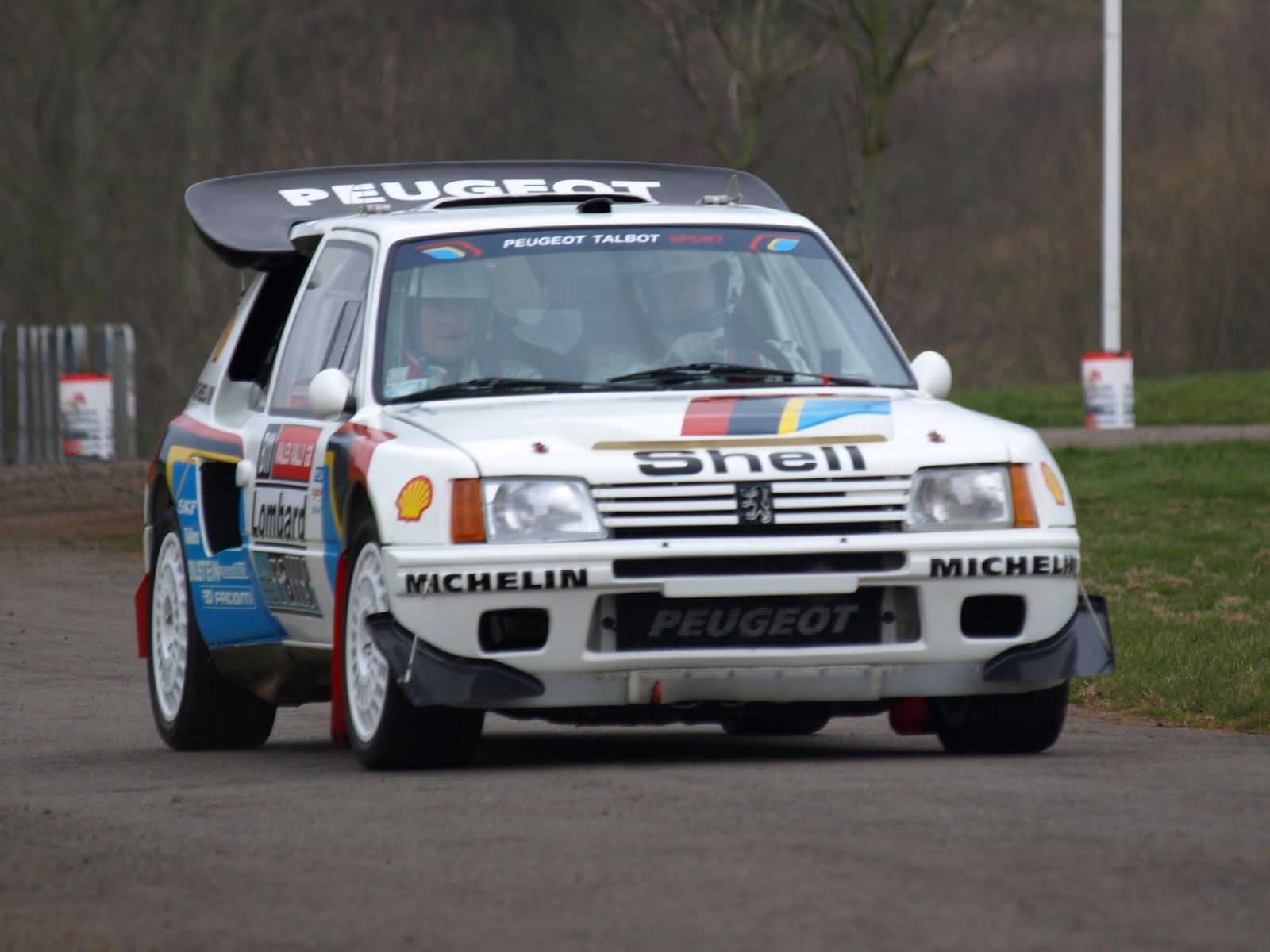
205 Turbo 16 au Race Retro 2008 en Angleterre.
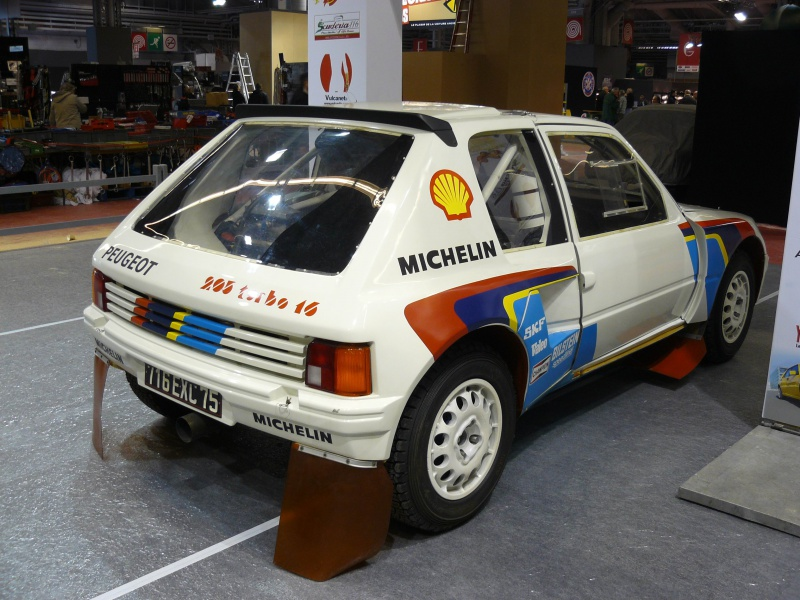
Peugeot 205 Turbo 16 Groupe B 1984.
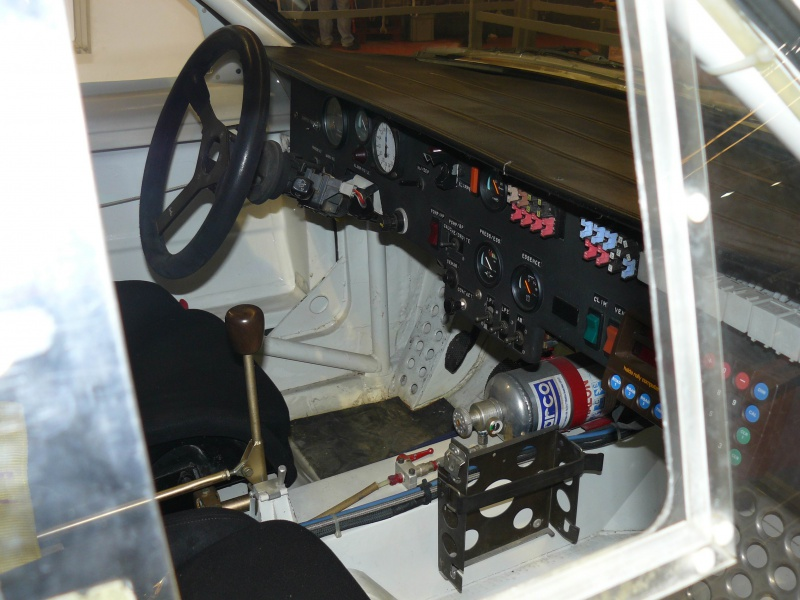
Le poste de pilotage d'une 205 Turbo 16 Groupe B.

Le championnat de l'année 1986 sera encore sous la domination des 205, avec Juha Kankkunen qui gagne le titre pilote (Timo Salonen troisième), et Peugeot le titre constructeur pour la deuxième année consécutive. Mais c'est la dernière année pour les machines du Groupe B : la FISA (Fédération Internationale du Sport Automobile) décide de supprimer cette catégorie pour 1987, à cause des accidents tragiques et fréquents, causés par des voitures aux performances déraisonnables.

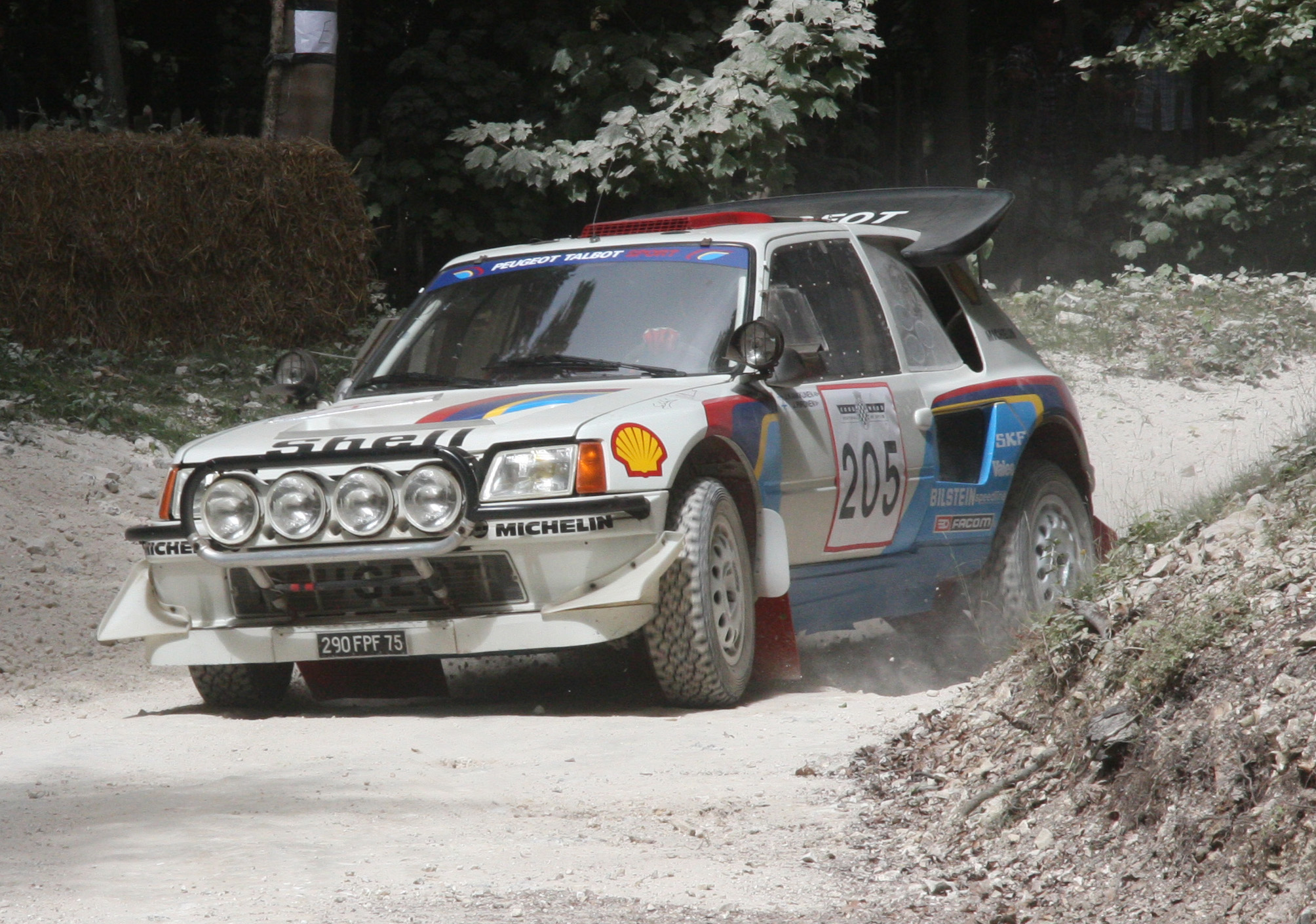
La 205 T16 lors du Goodwood Festival of Speed 2010.
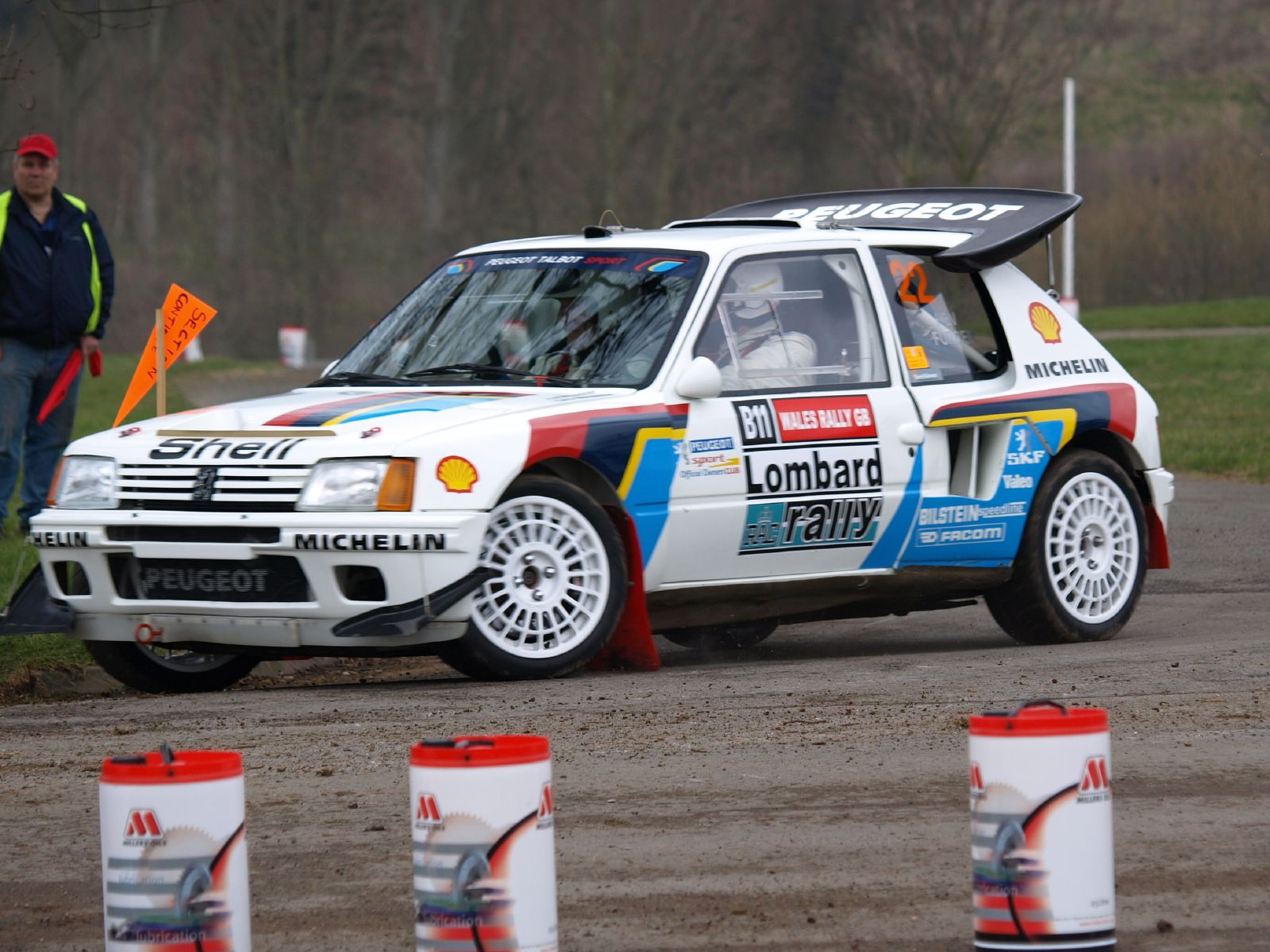
La 205 T16 au Race Retro 2008.
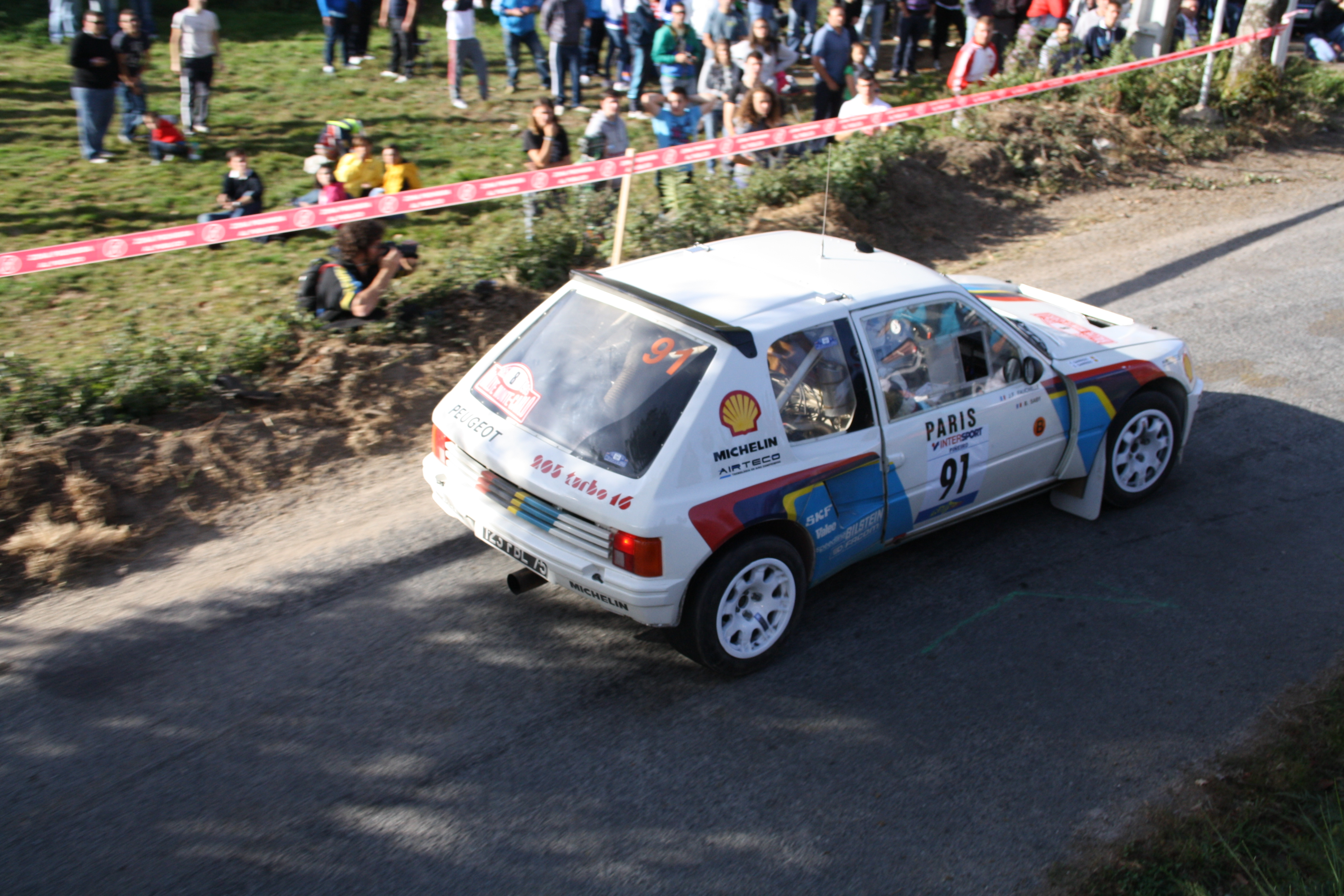
Lors du Rally de Galicia Histórico 2012.

### Résultats détaillés
| Saison | Équipe               | Pilotes             | 1   | 2   | 3   | 4   | 5   | 6   | 7   | 8   | 9   | 10  | 11  | 12  | 13  | Classement | Points | Total |
| ------ | -------------------- | ------------------- | --- | --- | --- | --- | --- | --- | --- | --- | --- | --- | --- | --- | --- | ---------- | ------ | ----- |
| 1984   | Peugeot Talbot Sport |                     | MON | SUE | POR | KEN | FRA | GRE | NZL | ARG | FIN | ITA | CIV | GBR |     | 3          | 74     |       |
| 1984   | Peugeot Talbot Sport | Ari Vatanen         |     |     |     |     | NF  | NF  |     |     | 1   | 1   |     | 1   |     | 3          | 74     |       |
| 1984   | Peugeot Talbot Sport | Jean-Pierre Nicolas |     |     |     |     | 4   | NF  |     |     |     | 5   |     |     |     | 3          | 74     |       |
| 1985   | Peugeot Talbot Sport |                     | MON | SUE | POR | KEN | FRA | GRE | NZL | ARG | FIN | ITA | CIV | GBR |     | 1          | 142    | 353   |
| 1985   | Peugeot Talbot Sport | Ari Vatanen         | 1   | 1   | NF  | NF  | NF  | NF  | 2   | NF  |     |     |     |     |     | 1          | 142    | 353   |
| 1985   | Peugeot Talbot Sport | Timo Salonen        | 3   | 3   | 1   | 7   | NF  | 1   | 1   | 1   | 1   | 2   |     | NF  |     | 1          | 142    | 353   |
| 1985   | Peugeot Talbot Sport | Bruno Saby          | 5   |     |     | NF  | 2   |     |     |     |     | NF  |     |     |     | 1          | 142    | 353   |
| 1985   | Peugeot Talbot Sport | Carlos Reutemann    |     |     |     |     |     |     |     | 3   |     |     |     |     |     | 1          | 142    | 353   |
| 1985   | Peugeot Talbot Sport | Giovanni Del Zoppo  |     |     |     |     |     |     |     |     |     | 7   |     |     |     | 1          | 142    | 353   |
| 1985   | Peugeot Talbot Sport | Kalle Grundel       |     |     |     |     |     |     |     |     | 5   |     |     | NF  |     | 1          | 142    | 353   |
| 1985   | Peugeot Talbot Sport | Mikael Sundström    |     |     |     |     |     |     |     |     |     |     |     | NF  |     | 1          | 142    | 353   |
| 1986   | Peugeot Talbot Sport |                     | MON | SUE | POR | KEN | FRA | GRE | NZL | ARG | FIN | CIV | ITA | GBR | USA | 1          | 137    |       |
| 1986   | Peugeot Talbot Sport | Timo Salonen        | 2   | NF  | NF  |     | NF  | NF  | 5   |     | 1   |     | NF  | 1   |     | 1          | 137    |       |
| 1986   | Peugeot Talbot Sport | Juha Kankkunen      | 5   | 1   | NF  | 5   |     | 1   | 1   | NF  | 2   |     | NF  | 3   | 2   | 1          | 137    |       |
| 1986   | Peugeot Talbot Sport | Bruno Saby          | 6   |     |     |     | 1   | 3   |     | NF  |     |     | NF  |     |     | 1          | 137    |       |
| 1986   | Peugeot Talbot Sport | Michèle Mouton      | NF  |     |     |     | NF  |     |     |     |     |     |     |     |     | 1          | 137    |       |
| 1986   | Peugeot Talbot Sport | Shekhar Mehta       |     |     |     | 8   |     |     |     |     |     |     |     |     |     | 1          | 137    |       |
| 1986   | Peugeot Talbot Sport | Stig Blomqvist      |     |     |     |     |     |     |     | 3   | 4   |     |     |     |     | 1          | 137    |       |
| 1986   | Peugeot Talbot Sport | Andrea Zanussi      |     |     |     |     |     |     |     |     |     |     | NF  |     |     | 1          | 137    |       |
| 1986   | Peugeot Talbot Sport | Mikael Sundström    |     |     |     |     |     |     |     |     |     |     |     | 4   |     | 1          | 137    |       |

(soit 16 victoires et 28 podiums pour la voiture, en trois saisons -dont deux pleines-; en 1986 Patricia Bertapelle est également championne d'Europe de la spécialité)
Champion du monde des rallyes
| Automobile           | Saison | Championnat Constructeur | Championnat Pilote | Pilote         | Copilote       |
| -------------------- | ------ | ------------------------ | ------------------ | -------------- | -------------- |
| Peugeot 205 Turbo 16 | 1985   |                          |                    | Timo Salonen   | Seppo Harjanne |
| Peugeot 205 Turbo 16 | 1986   |                          |                    | Juha Kankkunen | Juha Piironen  |

## Concept car
En 1984 Peugeot présente consécutivement à la Turbo 16 de série, la Peugeot Quasar au mondial de l'automobile de Paris, premier concept car historique de la marque, à base de 205 Turbo 16, avec une puissance poussée à 600 chevaux.

## L'aventure en rallye raid

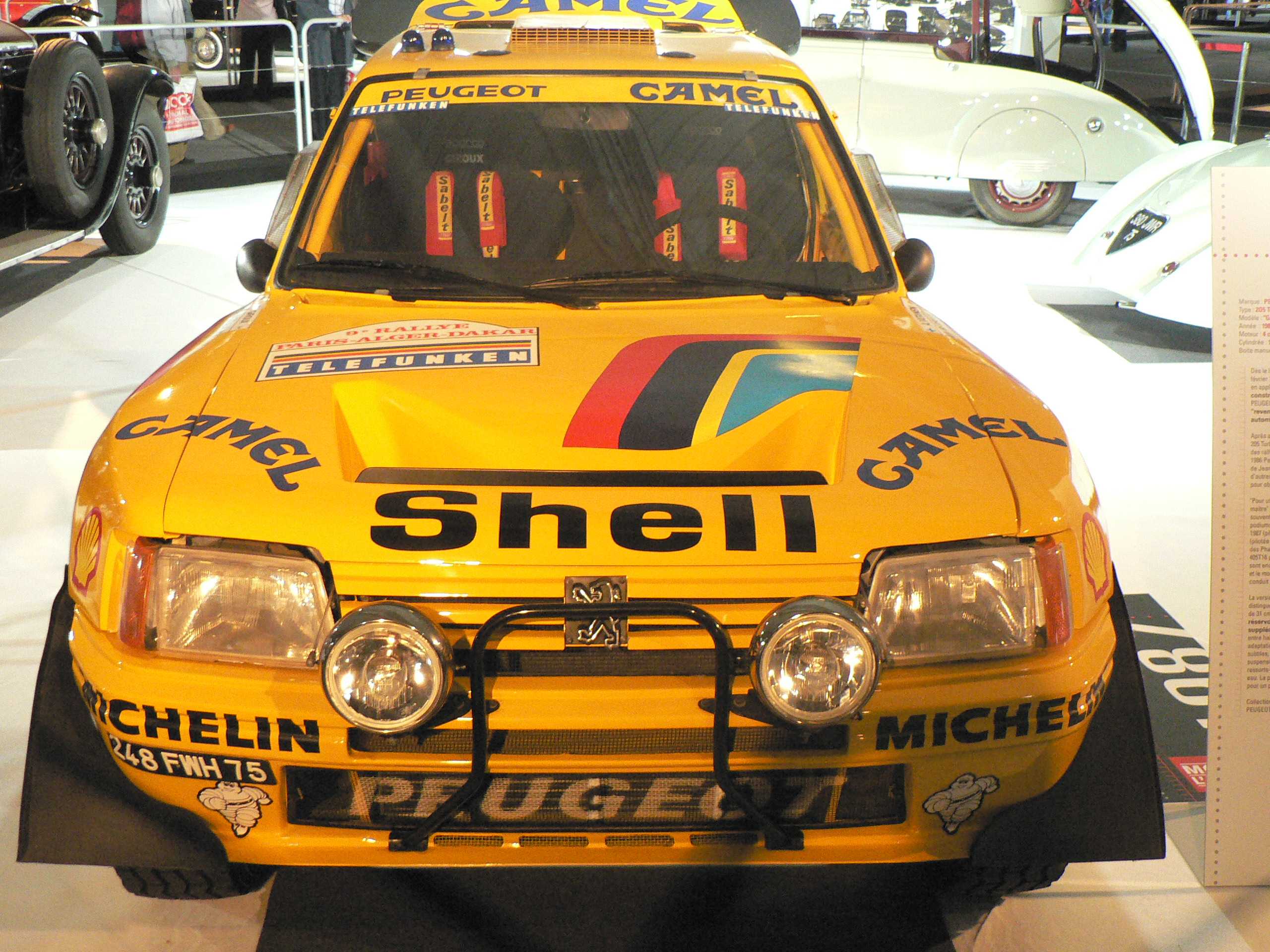
Modèle Grand Raid 1989, 4e au Paris-Dakar en 1989.

Privée d'une catégorie de rallye acceptant la 205, Peugeot décide de s'orienter vers le rallye raid, et principalement le Paris Dakar.
En 1987, la 205 T16 « Grand Raid » adaptée aux conditions difficiles des raids gagnera « facilement », aux mains de Ari Vatanen, le Dakar (Shekhar Mehta 5e et abandon de Andrea Zanussi) et le rallye des Pharaons en Égypte, face, il est vrai, à une concurrence faible par rapport à celle des années de rallye.
En 1988, elle est remplacée par la Peugeot 405 Turbo 16, mais suite au vol de la voiture de Vatanen, cette édition du Dakar sera aussi remportée par la 205, celle pilotée par Juha Kankkunen, alors que celle pilotée par Alain Ambrosino termine 6e.
En 1989, deux 205 T16 sont encore engagées aux côtés des 405, celle pilotée par Guy Fréquelin finira la course en 4e position pour sa dernière course officielle, navigué alors parFenouil, un ancien pilote moto BMW futur copilote de  Björn Waldegård et directeur de l'édition 1994 de l'épreuve. De son côté, l'équipage composé de Philippe Wambergue et Alain Guéhennec finissant à la 8e place du rallye.
Pour la dernière sortie officielle des Peugeot sur le Dakar en 1990, les 205 restent associées aux 405 et terminent respectivement 3e pour Ambrosino, qui assure le triplé de la marque derrière les 405 de Vatanen et Waldegaard, alors que Wambergue termine 12e de l'épreuve. 
Vainqueurs du Rallye Dakar

205 Turbo 16 Grand Raid Paris-Dakar, d'Ari Vatanen et Bernard Giroux.
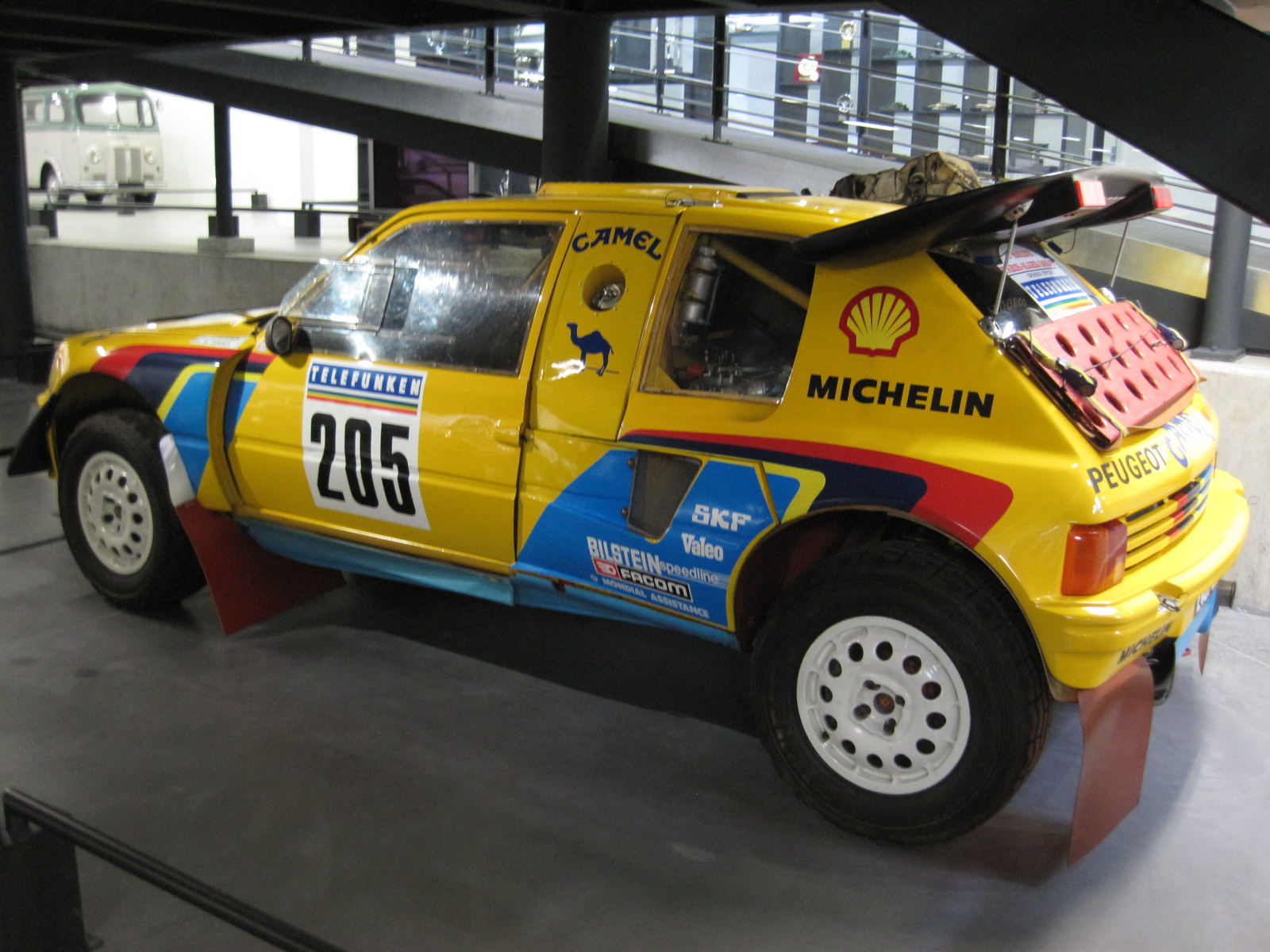
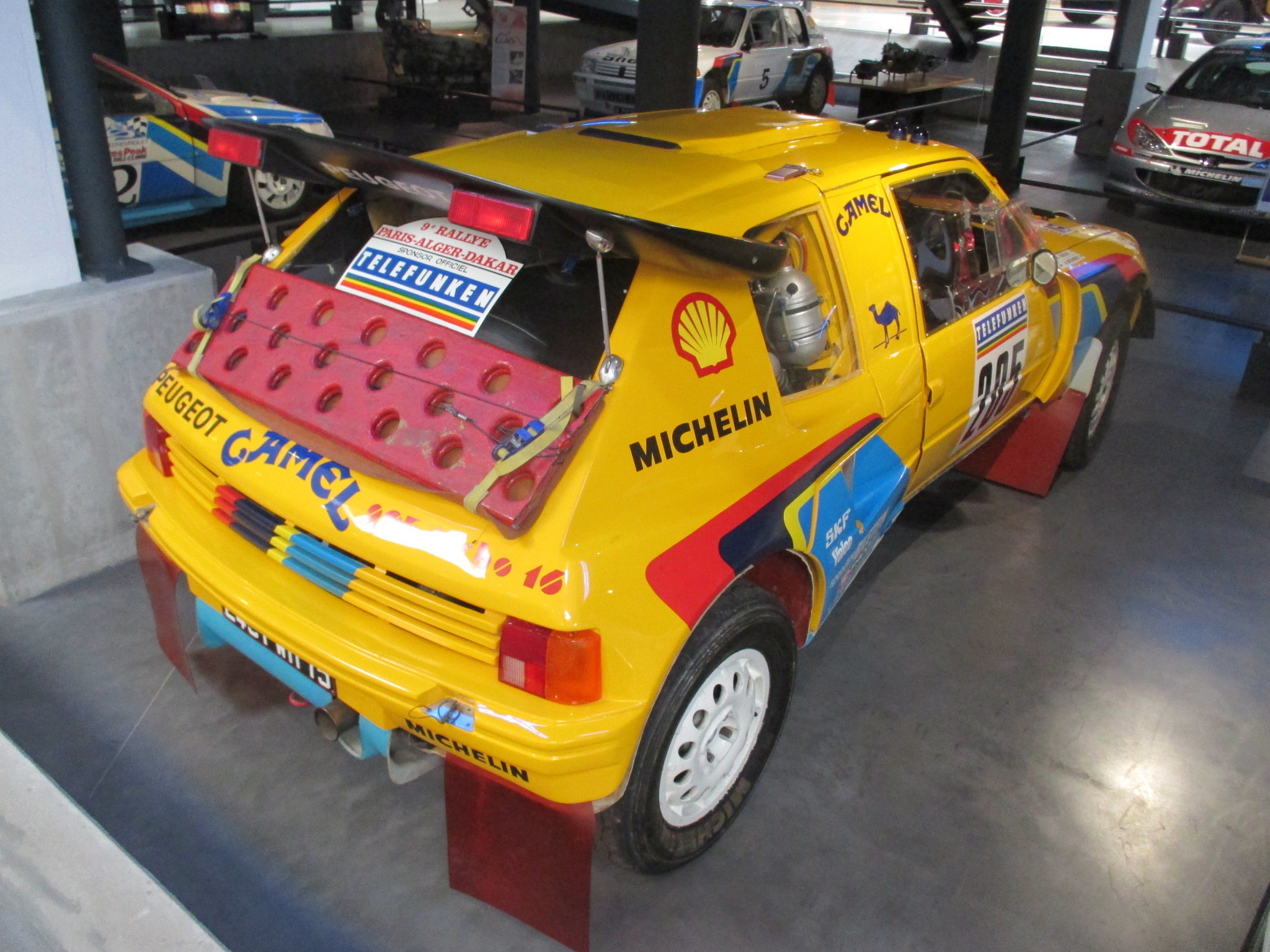
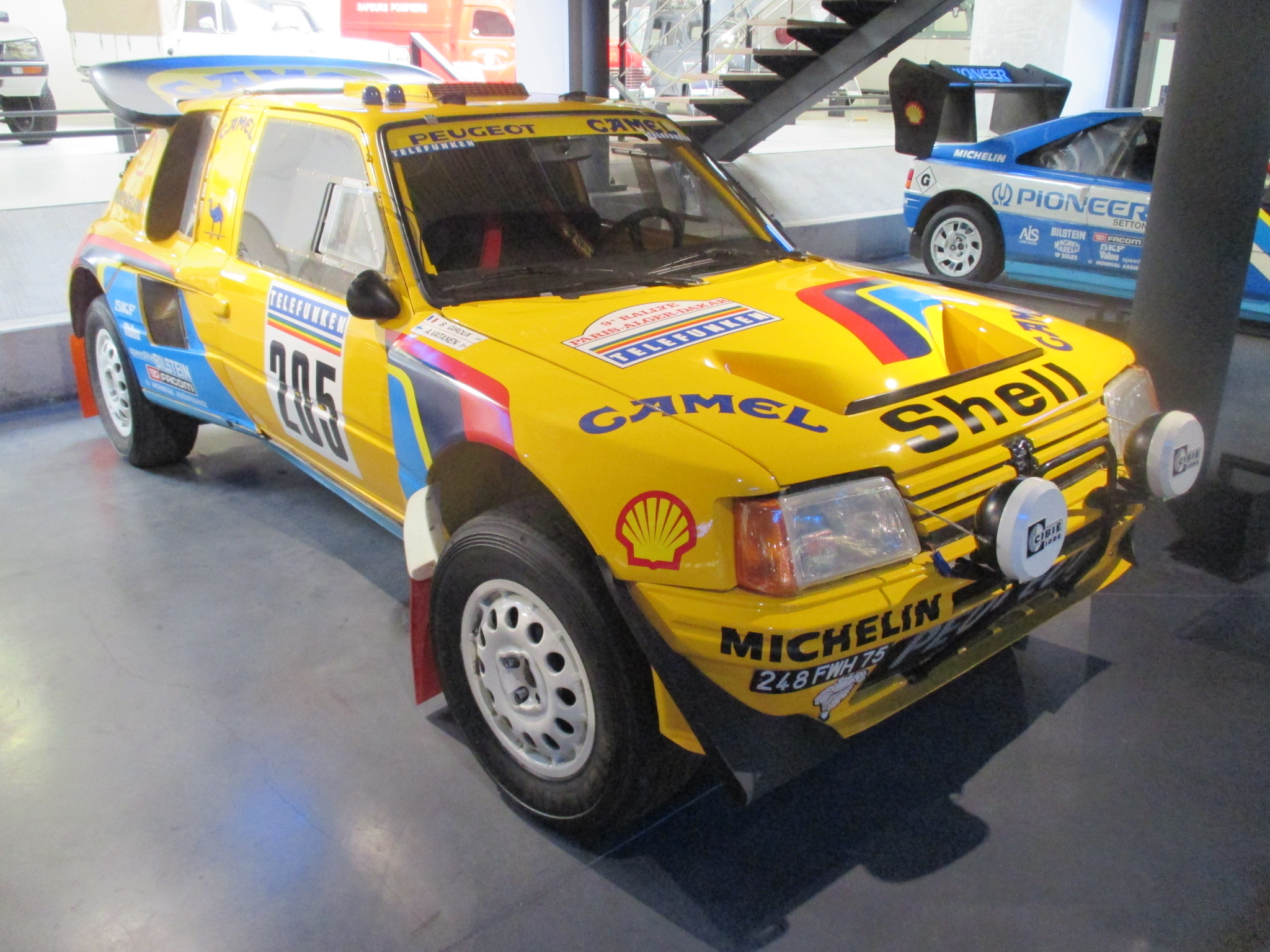
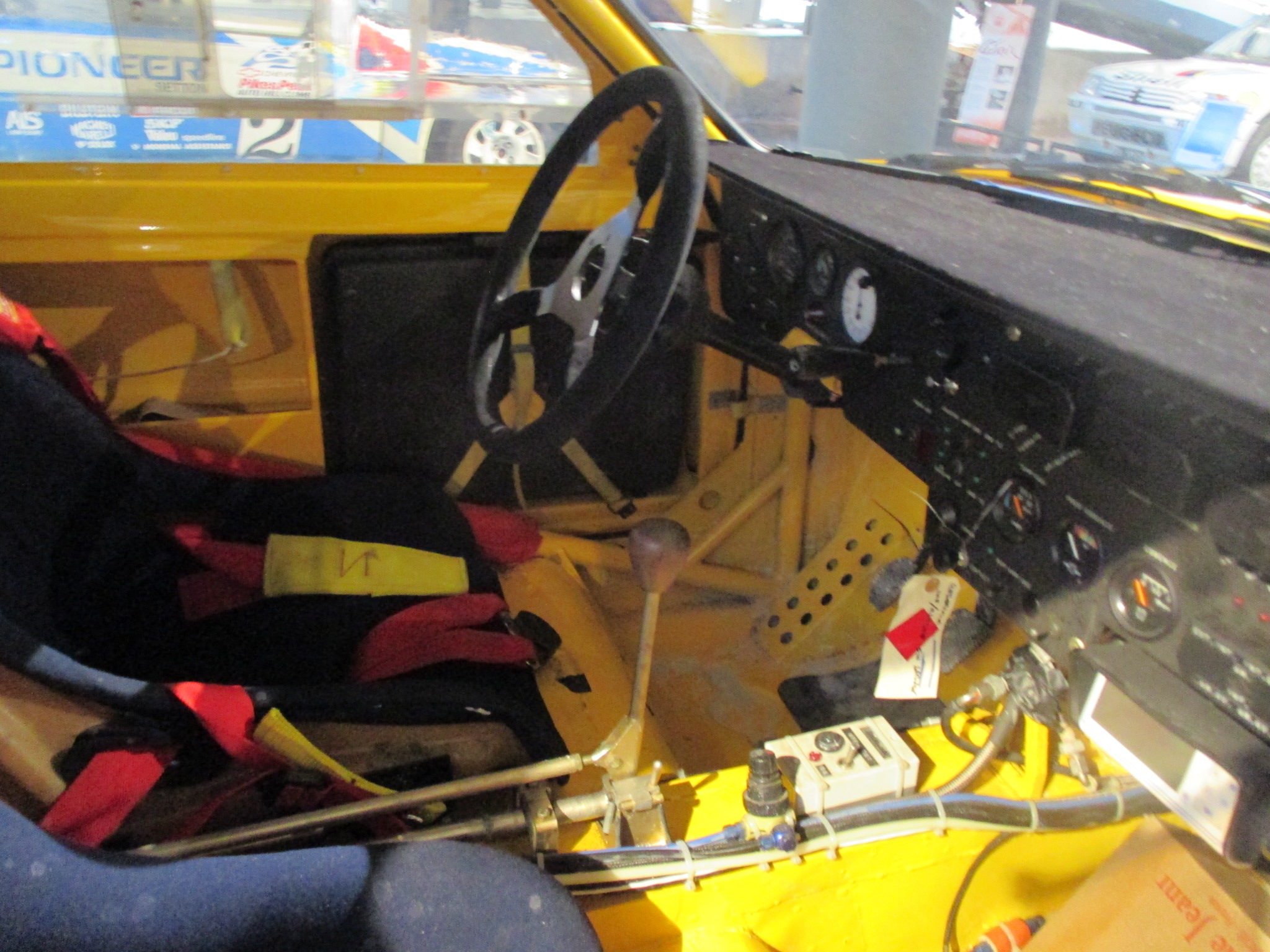

| Saison | Vainqueurs     | Vainqueurs     | Vainqueurs           |
| Saison | Pilote         | Copilote       | Voiture              |
| ------ | -------------- | -------------- | -------------------- |
| 1987   | Ari Vatanen    | Bernard Giroux | Peugeot 205 Turbo 16 |
| 1988   | Juha Kankkunen | Juha Piironen  | Peugeot 205 Turbo 16 |

## Rallycross
La version Evo 2 est Championne d'Europe de rallycross à quatre reprises en division GT entre 1987 et 1990, entre les mains des finlandais Seppo Niittymäki (1) et Matti Alamäki (3).
Le Championnat de France de rallycross est remporté à trois reprises consécutives également par une Evo 2, en 1988 avec Guy Fréquelin, 1989 avec Philippe Wambergue, et 1990 avec Jean-Manuel Beuzelin.

## Rallyes Terre
Aux mains de Jean-Pierre Ballet, la voiture remporte notamment les rallyes des Cardabelles (en championnat de France Terre) et de Castine.

## VLN
La Peugeot 205 est aussi l'une des rares voitures françaises à avoir remporté le championnat VLN Langstreckenmeisterschaft Nürburgring, avec les frères Ludwig et Jürgen Nett, en 1987.

## Peugeot 205 Turbo 16 Pikes Peak

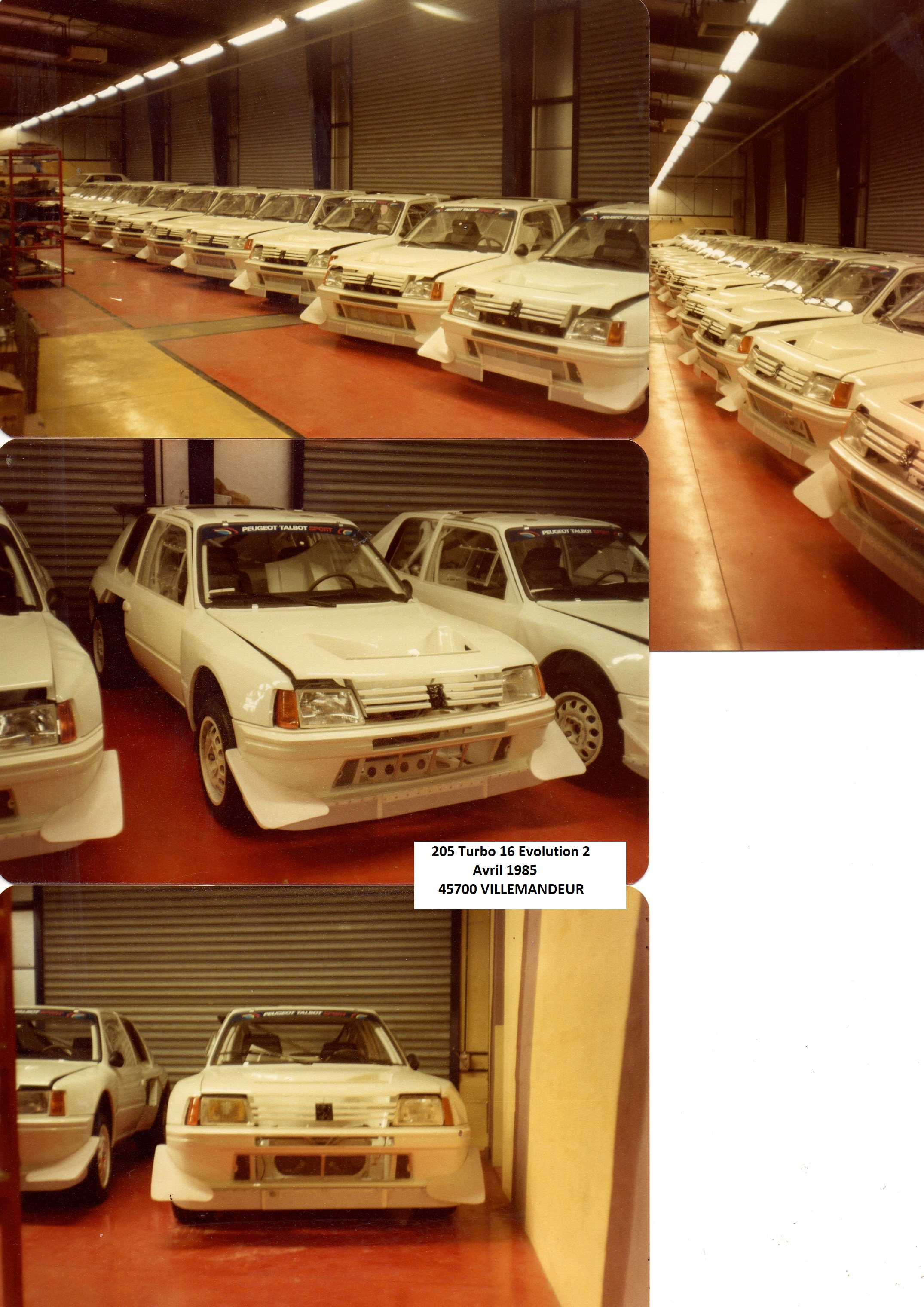
Présentation de la 205 Turbo 16 evo 2 chez Bouhier Engineering en Avril 1985

Une version de la 205 T16 participera à la course de côte la plus haute du monde, Pikes Peak, en juillet 1987. Ce modèle produit 550 chevaux grâce à un compresseur de marque Garret, pour un poids de seulement 850 kilos. Il dispose d'imposants appendices aérodynamiques, dont un double aileron arrière et une lame avant. La boîte de vitesses comporte cinq rapports.
Malgré les trois voitures engagées dans la course, aucune ne remporte la victoire. Shekhar Mehta termine 4e au classement général, Andrea Zanussi 3e et Ari vatanen 2 ème, à cause d'une casse d'un collier de serrage du turbo. Cette année-là, Walter Röhrl remporte la course au volant d'une Audi Quattro Sport E2 Pikes Peak.
Elle sera remplacée victorieusement les années suivantes par la Peugeot 405 Turbo 16, qui, sous l'apparence du nouveau modèle Peugeot, conservait en grande partie la mécanique de la 205.

## La 205 Turbo 16évolution 2
La série destinée à l'homologation de l'évolution 2 a été présentée à Jean Todt en avril 1985 dans les locaux de Bouhier Engineering à Villemandeur.

## La 205 Turbo 16série 200
Les voitures courant en championnat du monde des rallyes devant être dérivées de voitures de série, Peugeot a fabriqué une version de la T16 à 200 exemplaires, nombre minimal pour faire courir une voiture de rallye en Groupe B.

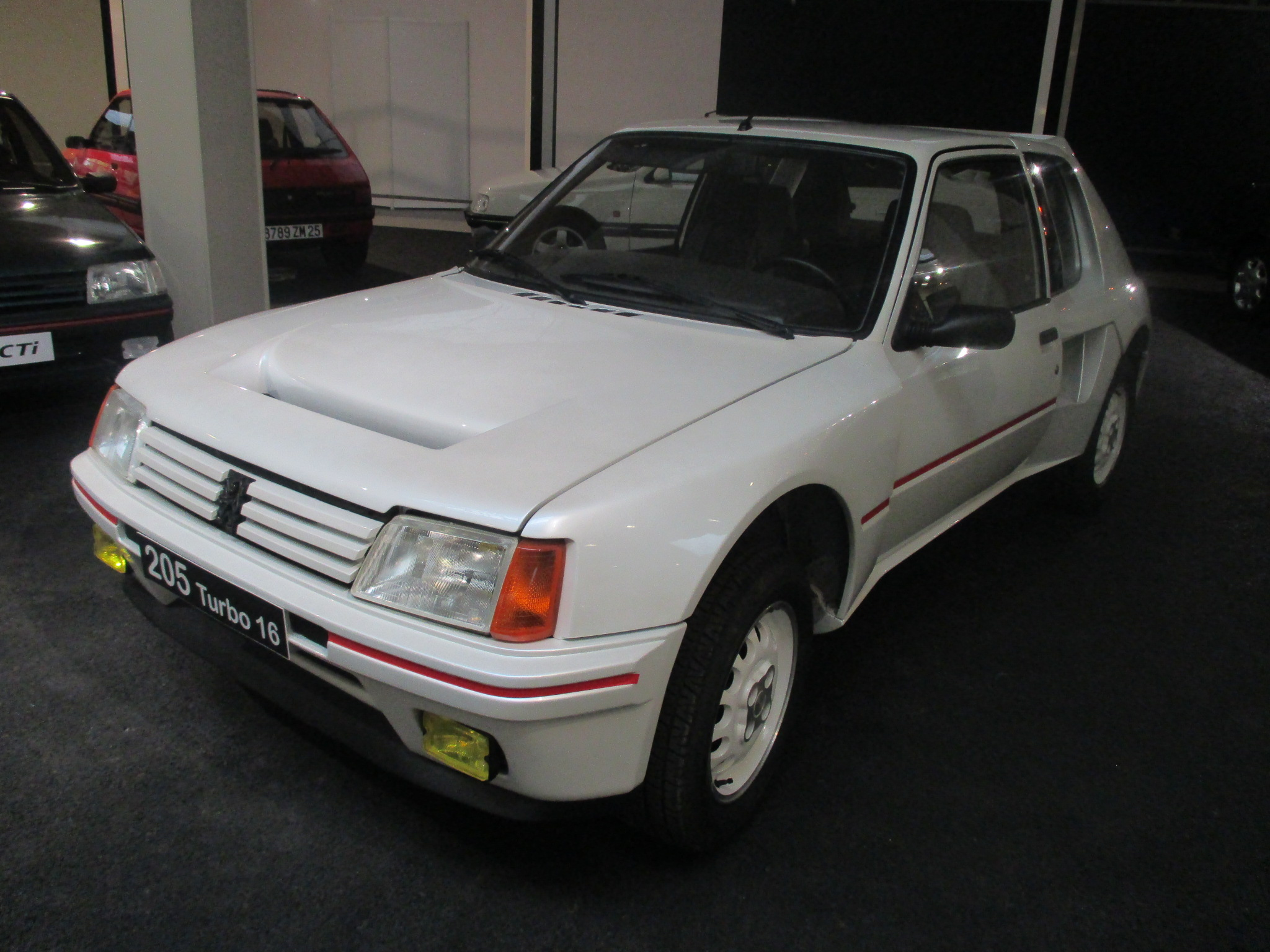
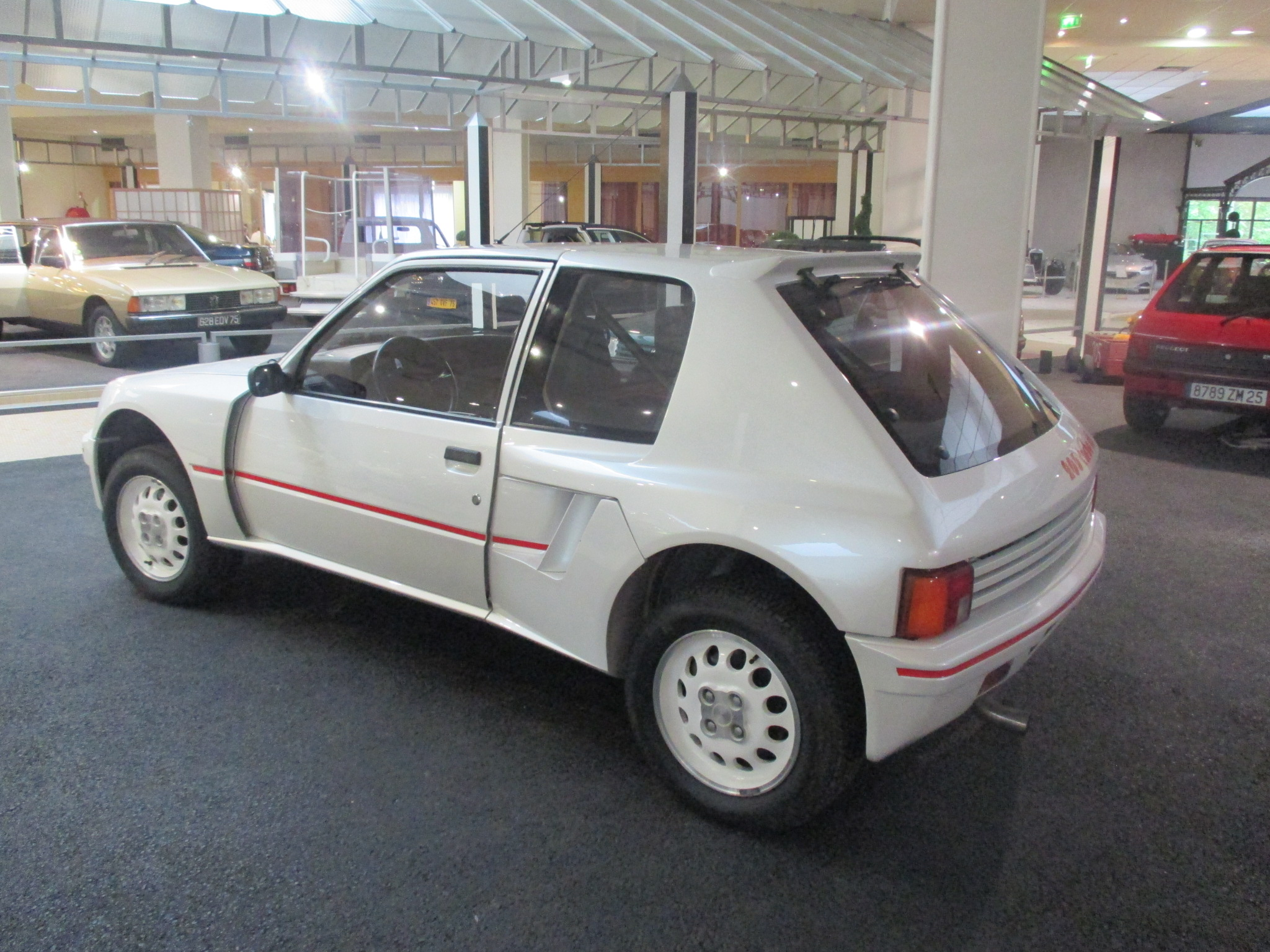
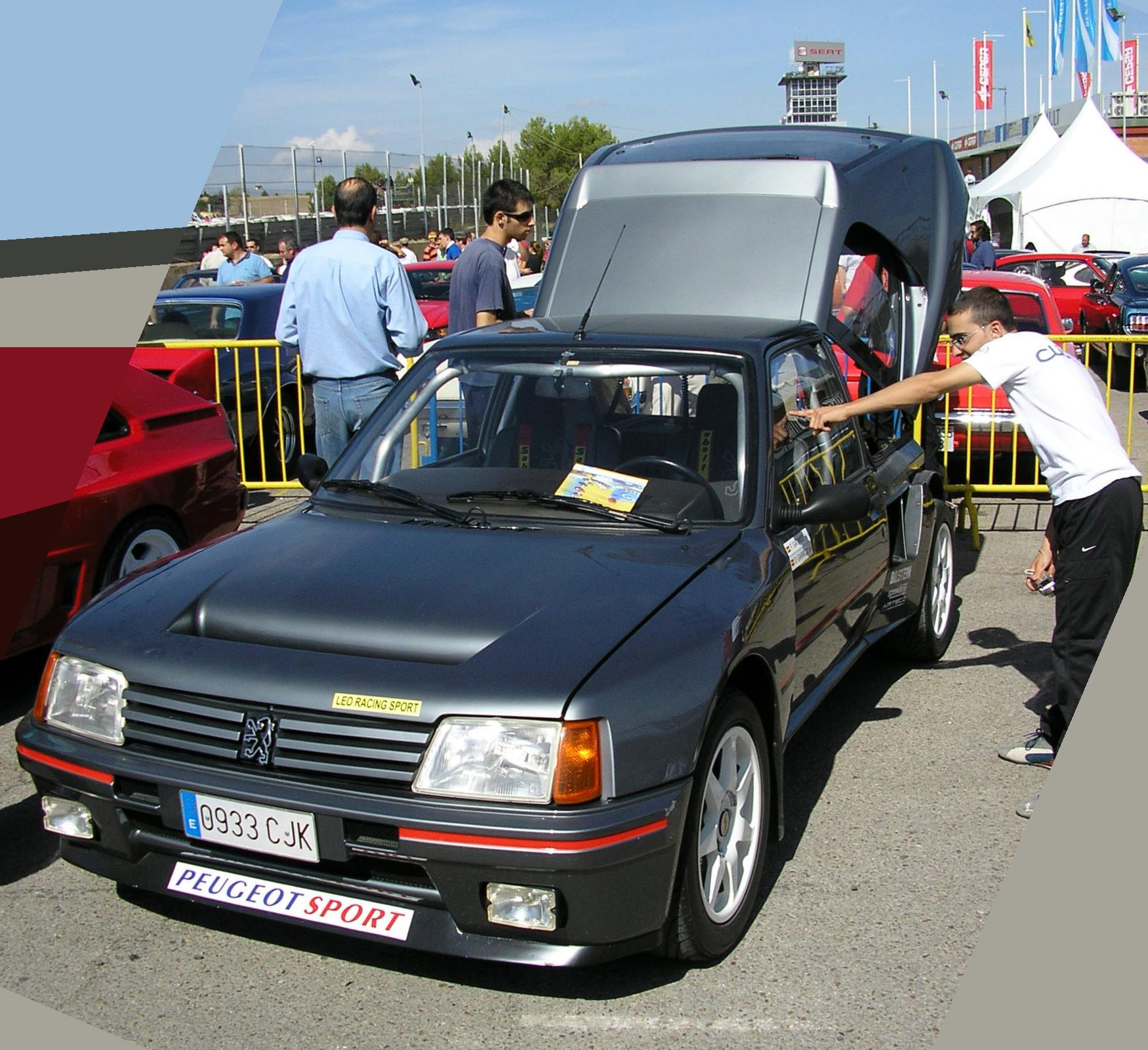

Partant d'une 205 de série classique, les ingénieurs de Peugeot ont installé un moteur suralimenté d'une cylindrée de 1 775 cm3 à 16 soupapes développant 200 chevaux en position centrale. Ainsi la 205 T16 affichait des performances impressionnantes avec ses 4 roues motrices et son faible poids.
En 2021, une 205 Turbo 16 Evo2 groupe B de 430cv, avec laquelle Bruno Saby arrive deuxième au Tour de Corse 1985, est vendue aux enchère pour 977 440 euros ; une série 200 appartenant à Jean Todt s'est vendue à 419 260 €.

### DVDthèque
- La Voiture de leur vie - La Peugeot 205 T 16, le bon numéro..., un film de Fabrice Maze avec Ari Vatanen et Jean Todt, éd. E.P.I. Diffusion, 2002 (ASIN B0006UUBMQ).